# 李家規宥
李家 規宥（りのいえ のりひろ）は、江戸時代の医師。毛利氏の家臣で、長州藩士（寺社組）。父は同じく毛利氏に仕えた李家如宥。

## 生涯
寛永14年（1637年）、長州藩士・李家如宥の子として生まれる。父が隠居する際に規宥は藩医となる事を断ったが、この時も未だに藩医が不足していたため、結局は剃髪して名を「慶林」と改め、藩医を務めることとなった。
以後、毛利綱広、吉就、吉広、吉元の四代に仕え、正徳4年（1714年）11月19日、死去。享年78。子の在宥（訥軒宗億、采女、慶甫）が後を継いだ。